# Porcellidium ovatum
Porcellidium ovatum är en kräftdjursart som beskrevs av Haller 1879. Porcellidium ovatum ingår i släktet Porcellidium och familjen Porcellidiidae. Inga underarter finns listade i Catalogue of Life.